# Český slavík 2022
Dvacáté čtvrté udílení Českého slavíka, které připomínalo 60 let od prvního udílení slavíků v roce 1962, se konalo 12. listopadu ve Foru Karlín. Soutěž byla organizována a vysílána prostřednictvím stanice TV Nova v 20:20 hodin středoevropského času. Moderovali ho Ondřej Sokol, Aleš Háma a Tereza Pergnerová.

## Vítězové

### Zpěvák
1. Marek Ztracený (67 800 hlasů)
2. Vojtěch Dyk (28 891 hlasů)
3. Richard Krajčo (26 531 hlasů)

### Zpěvačka
1. Lucie Bílá (71 519 hlasů)
2. Ewa Farna (65 408 hlasů)
3. Eva Burešová (36 230 hlasů)

### Skupina
1. Kabát (49 341 hlasů)
2. Mirai (48 516 hlasů)
3. Kryštof (41 461 hlasů)

### Hip Hop a Rap
1. ATMO music (23 848 hlasů)
2. Calin (19 626 hlasů)
3. Marpo (18 798 hlasů)

### Objev roku
- Calin

### Nejoblíbenější píseň posluchačů Rádia Impuls
- Originál – Marek Ztracený

### Absolutní slavík
- Lucie Bílá (71 519 hlasů)

### Síň slávy
- Jiří Suchý

## Seznam písní
Během předávání cen zazněly následující písně:
- Aleš Háma, Ondřej Sokol a Tereza Pergnerová – úvodní píseň k 60. narozeninám slavíka
- Jiří Korn – Té, co snídá
- Lucie – Nejlepší, kterou znám
- Olympic – Okno mé lásky
- Vojtaaano a Fast Food orchestra – Lavina
- Dara Rolins – mix oblíbených písní
- Marek Ztracený – Pomalu
- Vojtěch Dyk – Šumavský Otčenáš
- Ewa Farna – hity z alba Umami
- Monika Absolonová, David Pokorný a Ondřej Hájek – Rybičko zlatá, přeju si
- Mirai – průřez hitypře

## Předávající
- Ondřej Brzobohatý, Libor Bouček a Leoš Mareš předali bronzového slavíka v kategorii Zpěvačka
- Radek Kašpárek, Jan Punčochář a Přemek Forejt předali stříbrného slavíka v kategorii Zpěvačka
- Karel Roden předal zlatého slavíka v kategorii Zpěvačka
- Předání nejoblíbenější písně Rádia Impuls
- Karel Nešpor předal bronzového slavíka v kategorii Skupina
- Eva Urbanová a Peter Dvorský předali stříbrného slavíka v kategorii Skupina
- Janek Ledecký a Ester Ledecká předali zlatého slavíka v kategorii Skupina
- Lovci z vědomostní soutěže Na lovu předali bronzového slavíka v kategorii Hip Hop a Rap (Dagmar Jandová, Viktorie Mertová, Jiří Martínek)
- Jakub Štáfek a Jan Koller předali stříbrného slavíka v kategorii Hip Hop a Rap
- Předání zlatého slavíka v kategorii Hip Hop a Rap
- Daniela Písařovicová a Tereza Kostková předaly bronzového slavíka v kategorii Zpěvák
- Barbora Špotáková předala stříbrného slavíka v kategorii Zpěvák
- Jiřina Bohdalová předala zlatého slavíka v kategorii Zpěvák
- Ředitel TV Nova předal absolutního slavíka